# Basiceros
Basiceros is een geslacht van mieren uit de onderfamilie van de Myrmicinae. De wetenschappelijke naam is voor het eerst geldig gepubliceerd in 1906 door W.A. Schulz. Hij stelde de naam voor als nomen novum ter vervanging van Ceratobasis, de naam die Frederick Smith in 1860 had gepubliceerd. Die naam was echter al in 1848 door Jean Théodore Lacordaire gebruikt voor een geslacht van kevers.
Dit geslacht komt voor in het Neotropisch gebied in de regenwouden van midden- en zuid-Amerika.
De werkmieren van Basiceros zijn relatief groot; het zijn predatoren van kleine ongewervelde dieren, zoals termieten en larven van kevers; de prooi wordt naar hun larven gebracht. De mieren bewegen vrij traag. Wanneer ze verstoord worden blijven ze minutenlang roerloos schijndood liggen. Ze zijn bedekt met stukjes grond en afval die tussen de pluimachtige haartjes op hun lichaam blijven hangen. De nesten zijn niet groot; die van Basiceros manni hebben ongeveer 50 werkers en een enkele koningin. De mieren maken hun nesten in natuurlijke holtes in takjes, rottend hout of op de grond gevallen fruit.

## Soorten
- B. conjugans Brown, 1974
- B. convexiceps (Mayr, 1887)
- B. disciger (Mayr, 1887)
- B. manni Brown & Kempf, 1960
- B. militaris (Weber, 1950)
- B. redux (Donisthorpe, 1939)
- B. scambognathus (Brown, 1949)
- B. singularis (Smith, F., 1858)